# Megaphrynium trichogynum
Megaphrynium trichogynum là một loài thực vật có hoa trong họ Marantaceae. Loài này được Koechlin mô tả khoa học đầu tiên năm 1964.